# Nueno
Nueno ist ein spanischer Ort und eine Gemeinde (Municipio) in den Pyrenäen mit 568 Einwohnern (Stand: 2024) an der Grenze zu Frankreich. Es liegt im Tal des Río Isuela in der Provinz Huesca der Autonomen Gemeinschaft Aragonien.
Nueno ist auch der Hauptort des gleichnamigen Municipio. Dieses besteht aus: Arascués, Belsué, Nocito, Nueno, Sabayés, Santa Eulalia de la Peña.

## Lage
Nueno liegt am Fuße der Sierra de Gratal. Durch die Gemeinde führt die Autovía A-23. 

## Sehenswürdigkeiten
- Kirche San Martín Obispo, Turm aus dem 16. Jahrhundert
- Einsiedelei Unserer Lieben Frau von Ordes
- Ruinen der Einsiedelei von San Pedro
- Burgruine Ordes

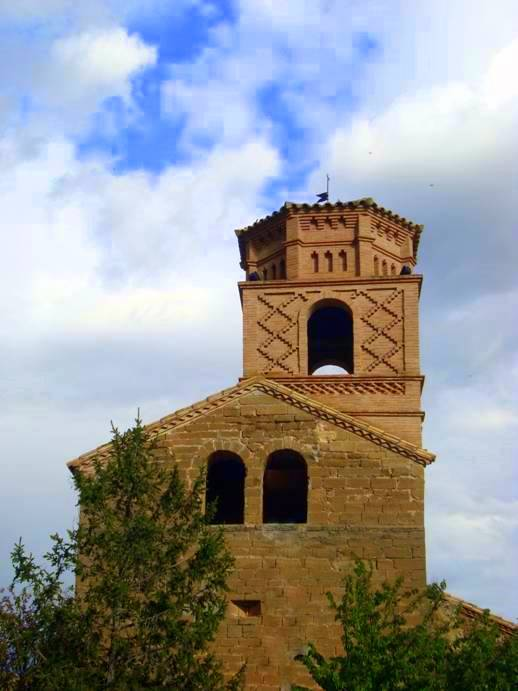
Kirche San Martín
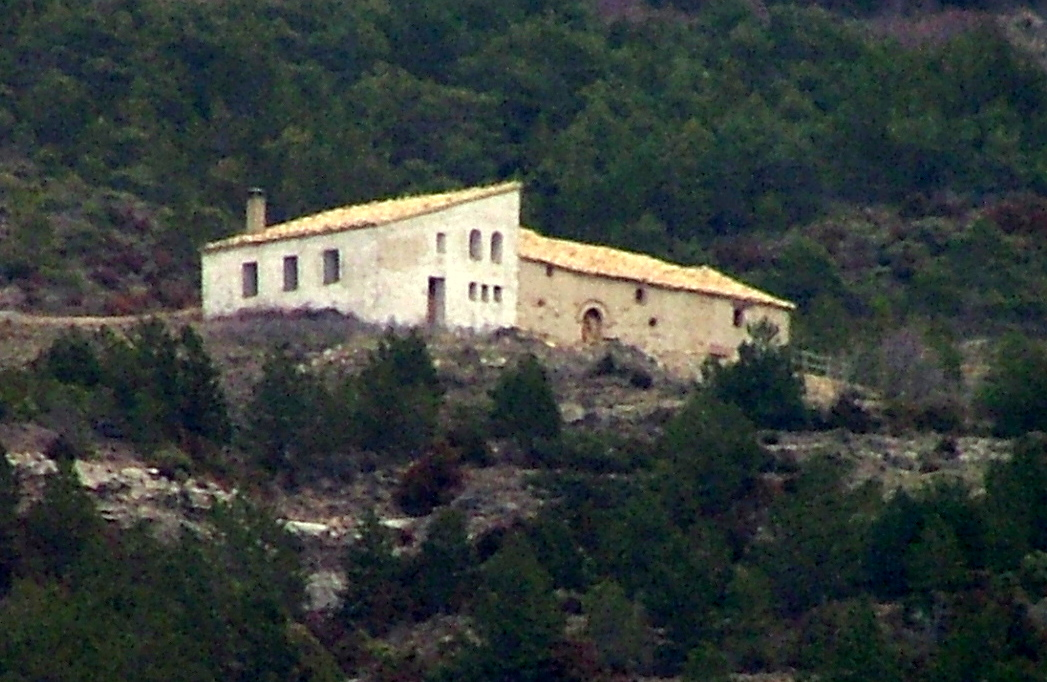
Einsiedelei von Ordes
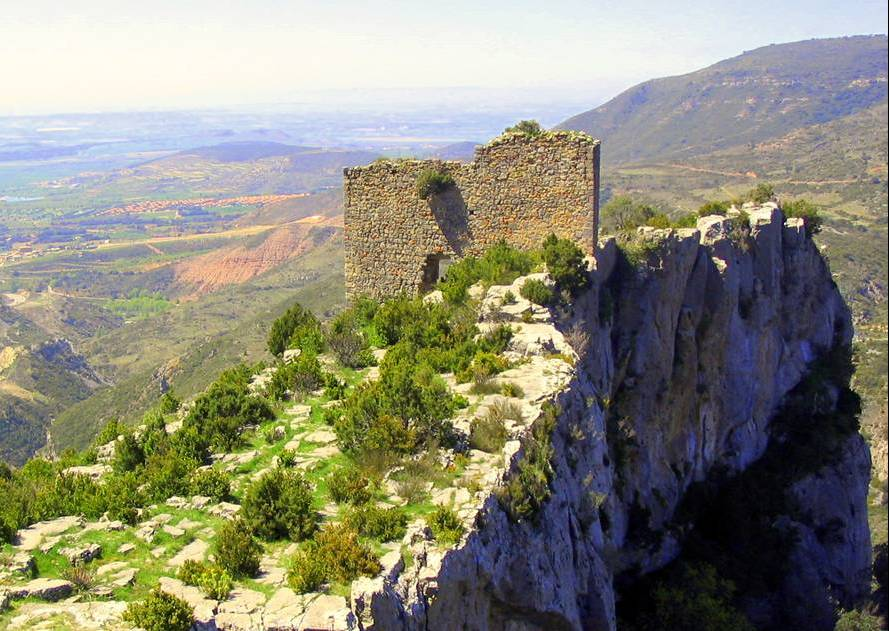
Burgruine Ordes

## Bevölkerung
| Jahr      | 1900 | 1910 | 1920 | 1930 | 1940 | 1950 | 1960 | 1970 | 1981 | 1991 | 2001 | 2011 | 2019 |
| --------- | ---- | ---- | ---- | ---- | ---- | ---- | ---- | ---- | ---- | ---- | ---- | ---- | ---- |
| Einwohner | 431  | 435  | 410  | 389  | 350  | 298  | 247  | 138  | 238  | 212  | 353  | 556  | 537  |